# Opel Speedster
La Opel Speedster è una vettura Targa sportiva prodotta dal luglio 2000 sino al 14 agosto 2005 dalla casa automobilistica inglese Lotus per la tedesca Opel. Il nome originale codificato nella fase di progettazione e produzione era quello di Lotus Type 116.

## Storia e profilo
Conosciuta anche come Vauxhall VX220 sul mercato britannico, la Speedster ha molto in comune con la Lotus Elise, ed è caratterizzata da ottime prestazioni unite a una impostazione di guida molto sportiva, merito soprattutto del basso peso, del motore montato in posizione centrale e della trazione posteriore.
Il nome interno alla Fabbrica della Speedster 2.2 è quello di Lotus Skipton, mentre la Speedster 2.0 Turbo era stata battezzata Lotus Tornado. Curiosamente, su alcune componenti presenti all'interno della scocca, è possibile leggere questi nomi.

### Genesi

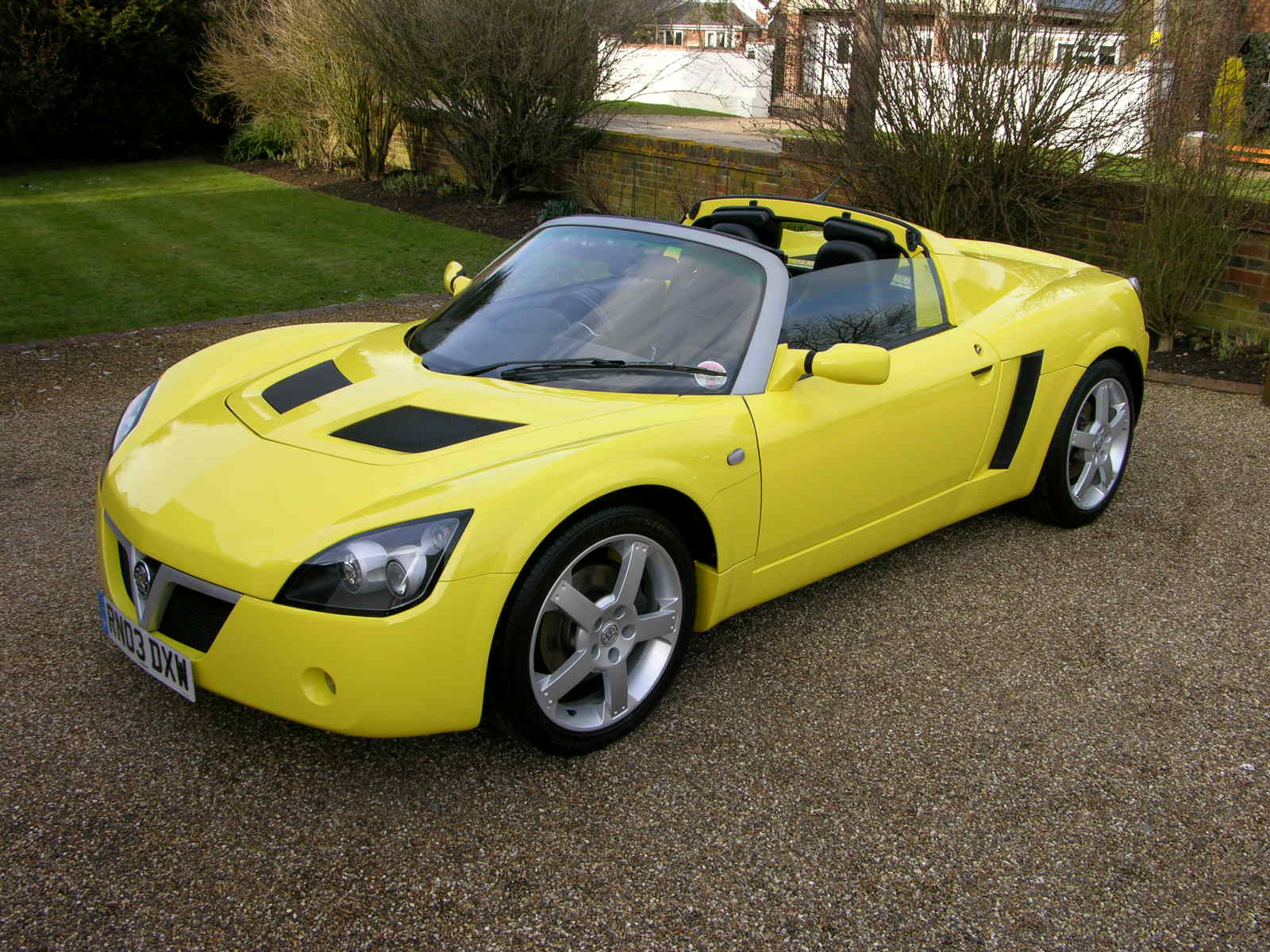
Una Vauxhall VX220

Durante la seconda metà degli anni novanta, il gruppo General Motors notò che nel listino Opel mancava una sportiva ad alte prestazioni: la Calibra era stata appena tolta di produzione, mentre già da diversi anni era fuori dal listino l'estrema Omega Lotus. Volendo anche scrollare dalla Casa tedesca l'immagine di un marchio dedito quasi esclusivamente a paciose vetture da famiglia, la General Motors decise di sperimentare l'impatto pubblico di un prototipo.
Il progetto fu affidato ad una donna, Doris Benhardt, ed alla sua équipe di tecnici e fu avviato a metà del 1998. Per quanto riguardava il tipo di carrozzeria da utilizzare si fecero alcune considerazioni: le coupé di fascia medio-alta stavano conoscendo un periodo di crisi commerciale, mentre stavano prendendo piede le roadster. Per realizzare questo primo prototipo della nuova sportiva Opel, si scelse anche in questo caso di affidarsi all'esperienza della Lotus nel settore delle sportive, che tra l'altro annoverava proprio una roadster nel suo listino, ossia la Elise, vettura di buon successo commerciale per le sue doti di scatto ed agilità. Divenne ben presto chiaro che, come la sportiva inglese, anche la nuova sportiva Opel avrebbe avuto il propulsore sistemato in posizione posteriore centrale.
Partendo proprio dal pianale della Elise fu realizzato un primo prototipo che fu svelato al Salone dell'automobile di Ginevra del 1999, e che prefigurava in maniera quasi definitiva il modello finale. La reazione del pubblico fu tale da convincere definitivamente i vertici delle due Case (Opel e Lotus) ad avviare la produzione della vettura in serie, previe opportune modifiche ed aggiornamenti.
Nello stesso periodo, fu realizzato un prototipo modificato internamente per accogliere motori Opel, e dotato di interni rivisti. Tutti questi aggiornamenti che avrebbero portato al modello definitivo furono realizzate sempre in collaborazione con la Lotus.
Dalla presentazione del primo prototipo, all'inizio del 1999, alla commercializzazione vera e propria passarono altri due anni, durante i quali furono realizzati in totale sette prototipi, collaudati anche su pista.
Alla fine, nonostante la chiara parentela con la Lotus Elise, la Opel dichiarò che la Speedster non aveva molti punti in comune con la vettura inglese, a causa dei continui aggiornamenti apportati a vari prototipi nel corso dei due anni di sviluppo.
La produzione è stata avviata nel luglio 2000.

### Produzione

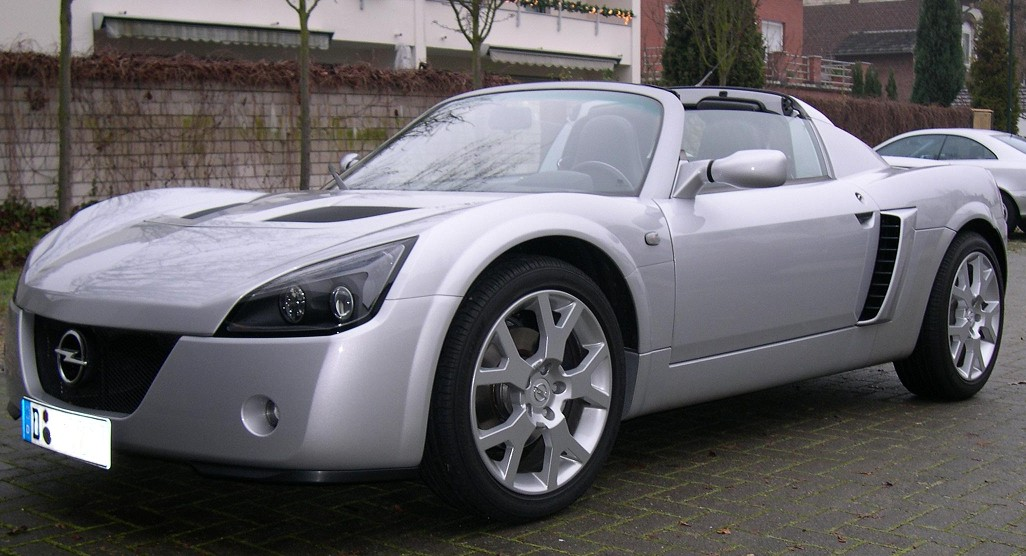
Una Opel Speedster 2.0 Turbo

Sin dall'inizio della loro produzione, la Speedster e la VX220 furono dotate del motore 2.2 L 16-valvole Ecotec z22se prodotto dalla General Motors, in grado di sviluppare 147 CV (108 kW) a 5.800 giri/min.
Dal 2003 sono state equipaggiate con una nuova motorizzazione, un 2.0 Turbo capace di erogare 200 CV (147 kW) a 5800 giri/min. La velocità massima raggiungibile con la versione turbo è di 243 km/h e accelera da 0 a 100 km/h in soli 4.9 secondi.
È stata ritirata dal listino della casa alla fine dell'estate del 2006, senza essere sostituita immediatamente da nessun modello equivalente. Nella primavera del 2007, però, è iniziata la produzione della Opel GT, presentata l'anno prima, automobile meno estrema rispetto alla Speedster, più pesante di oltre 500 kg e realizzata sul telaio della Statunitense Pontiac Solstice.

### Caratteristiche tecniche
Di seguito vengono descritte le caratteristiche tecniche delle due versioni con cui sono state commercializzate la Opel Speedster e la Vauxhall VX220:

#### Opel Speedster 2.2
- Motore: 4 cilindri in linea
- Posizione: centrale, montato trasversalmente
- Distribuzione: due assi a camme in testa, 4 valvole per cilindro
- Cilindrata: 2.198 cm³
- potenza massima: 147 CV
- Peso: 870 kg
- Accelerazione:0–100 km/h in 5,5 s
- Velocità massima: 225 km/h

#### Opel Speedster 2.0 Turbo
- Motore: 4 cilindri in linea
- Posizione: centrale, montato trasversalmente
- Distribuzione: due alberi a camme in testa, 4 valvole per cilindro
- Cilindrata: 1.998 cc
- Potenza massima: 200 CV
- Peso: 930 kg
- Accelerazione: 0–100 km/h in 4,9 s
- Velocità massima: 243 km/h

### Serie speciali ed altre Speedster

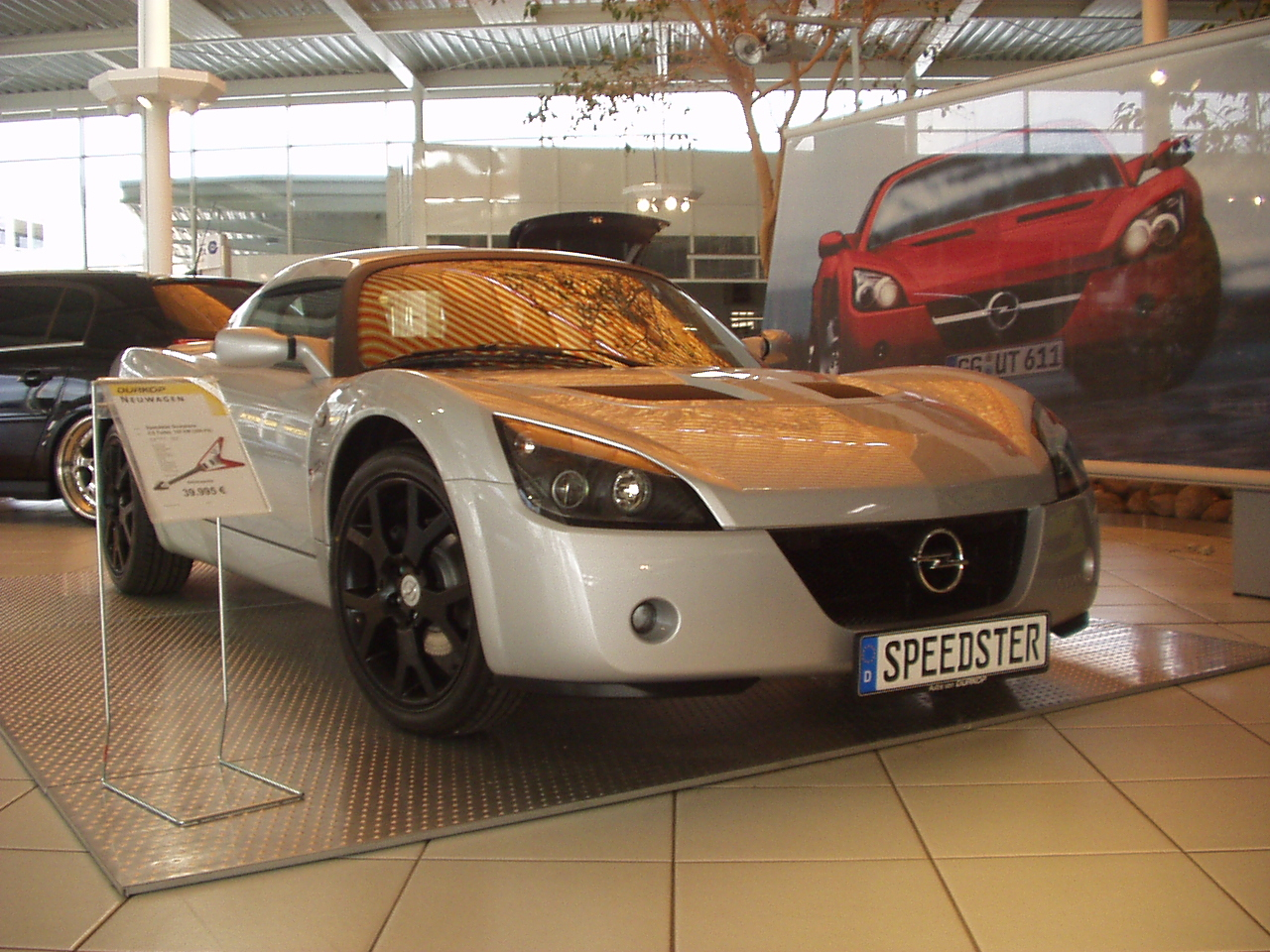
Una Opel Speedster Scorpions

Durante la produzione della Speedster, fu commercializzata una serie molto limitata (80 esemplari in tutto) battezzata Speedster Scorpions, dedicata all'omonimo gruppo heavy metal tedesco e basata sulla 2.0 Turbo.

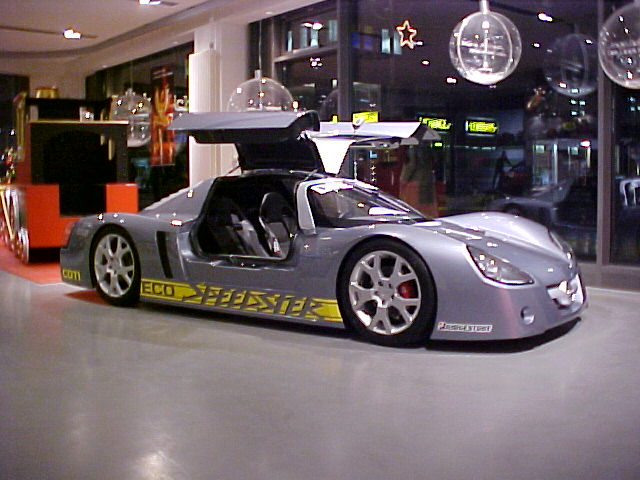
La Opel Eco Speedster

La Opel Speedster è stata prodotta anche nel mercato inglese come Vauxhall VX220, e fu proposta non in due ma in tre versioni: infatti, accanto alle versioni 2.2 e 2.0 Turbo, fu commercializzata (ma solo nell'ultimo periodo di produzione) una variante più potente, denominata Vauxhall VXR 220 Turbo, basata sulla normale Turbo, ma con potenza innalzata da 200 a 220 CV.
Al Salone dell'automobile di Parigi del 2002 è stato presentato un prototipo denominato EcoSpeedster 17, equipaggiato da un 1.3 turbodiesel common rail e modificato in modo da ottimizzare i consumi fino a livelli record. Il prototipo raggiungeva una velocità massima di 250 km/h, ma arrivava a consumare solo 2 litri e mezzo di carburante ogni 100 km.
In Corea del Sud venne esposto in diversi Saloni una Speedster con il marchio Daewoo. Si trattava di un modello promozionale realizzato a fini pubblicitari dal Gruppo General Motors, che non ebbe seguito a livello commerciale.